# Alfred Prucker
Alfred Prucker (auch Alfredo; * 13. Mai 1926; † 22. November 2015 in St. Ulrich in Gröden) war ein italienischer Skisportler.

## Werdegang
Prucker sammelte seine ersten Erfolge auf nationaler Ebene. Bei den Italienischen Meisterschaften 1947 gewann er die Bronzemedaille im Einzel der Nordischen Kombination. Im folgenden Jahr konnte er hinter Rizzieri Rodeghiero die Silbermedaille gewinnen. Daraufhin bekam er im darauffolgenden Jahr einen Startplatz bei den Olympischen Winterspielen 1948 in St. Moritz. Nachdem er dort im Skilanglauf-Einzel den 29. Rang erreicht hatte, konnte er sich im Lauf der Kombination als Elfter deutlich verbessern. Als er jedoch nur Rang 22 im Springen erreichte, landete er schließlich im Einzel nur auf Rang 14.
1950 gelang ihm erstmals der Gewinn des Italienischen Meistertitels. 1951 musste sich Prucker erneut Rizzieri Rodeghiero geschlagen geben, bevor er von 1952 bis 1954 dreimal in Folge den Titel gewann. Bei den Olympischen Winterspielen 1952 in Oslo konnte er nicht an die Leistung in St. Moritz anknüpfen und erreichte nur Rang 39. Jedoch gelang ihm im Einzel der Kombination eine Verbesserung auf Rang 12.
Bei den Italienischen Meisterschaften 1954 konnte er neben dem Titel in der Kombination auch erstmals eine Medaille im Skilanglauf gewinnen und holte Bronze. Bei der Nordischen Skiweltmeisterschaft 1954 in Falun erreichte Prucker im Skilanglauf-Einzel über 15 km den 62. Platz. 1955 und 1956 gewann er den fünften und sechsten italienischen Meistertitel in der Kombination. Zudem gewann er 1956 erneut Bronze im Skilanglauf.
In Cortina d’Ampezzo startete er wenig später bei den Olympischen Winterspielen 1956 nicht mehr im Skilanglauf, verstärkte jedoch erstmals das Team der olympischen Spezialspringer. Von der Normalschanze landete er mit Sprüngen auf 67,5 und 68,5 Metern auf dem 38. Platz. Im Einzel der Nordischen Kombination gelang ihm mit Rang acht die beste olympische Platzierung seiner Karriere.